# U-Haul
U-Haul — американская компания, предоставляющая услуги в области мувинга и аренды грузовиков, прицепов, складов для хранения вещей.
Компания основана в 1945 году Леонардом Самуэлем Шоеном (англ. Leonard Samuel Shoen, 1916—1999) в городе Риджфилд, бизнес начинался с гаража, принадлежавшем родителям жены Леонарда.

## История
Леонард Шоен рос во время Великой депрессии и предположил, что многие граждане США предпочтут сэкономить при переезде, не заказывая услуги мувинга целиком у компании, а лишь взяв в аренду прицеп, автомобиль или склад. Вложив в момент старта пять тысяч долларов первые годы он работал по 16 часов в день и всю прибыль вновь инвестировал в предприятие. Первое агентство по аренде было расположено на автозаправке принадлежавшей Mobil, арендная плата составляла 2$ в день.
К 1955 году на дорогах США насчитывалось более 10 тысяч трейлеров U-Haul, компания приобрела известность.
Леонард Шоен состоял в нескольких браках, у него имелось 12 детей и каждого из них он делал совладельцем компании. Впоследствии между детьми и отцом возникли на этой почве имущественные конфликты, был даже судебный иск на $ 461 млн в пользу Леонарда Шоена. Кончилось тем, что в 1999 году в возрасте 83 лет Леонард Шоен погиб врезавшись на автомашине в столб.
Семье Шоен в настоящее время принадлежит около 40 % акций компании.
В 2012 году компания PODS также специализирующаяся на мувинге и услугах хранения подала на U-Haul в суд за нарушение товарного знака, утверждая, что U-Haul «неправильно и незаконно» использовал слово «pods» в своей рекламе. Суд присяжных признал, что U-Haul несправедливо получило прибыль от упоминания термина на своих маркетинговых и рекламных материалах и присудил в пользу «PODS» $ 62 млн в качестве возмещения ущерба.
В декабре 2015 года фургоны U-Haul некоторое время использовались UPS для того, чтобы справиться с большим объёмом доставляемых посылок.

## Автопарк
Парк предоставляемых в аренду U-Haul автофургонов и трейлеров состоит из пикапов и фургонов производства GMC и Ford. Доступны шесть типоразмеров автомобилей, с длинной грузового кузова начиная с 3 до 7,9 метров и несколько моделей трейлеров начиная от модели «Tow Dolly» до двухосных прицепов. Грузовики имеют пониженные грузовые платформы. Некоторые грузовые фургоны имеют над кабиной дополнительный грузовой отсек, называемый «мамин чердак» (англ. Mom's Attic).
Грузовики окрашены в фирменные цвета и на них нанесены красочные рекламные изображения.
Часть автопарка можно взять в аренду в одном городе, а вернуть в любом другом, после переезда. а часть предназначена только для перевозок в своём регионе. Все автомобили имеют регистрационные автомобильные номера штата Аризона.
Помимо аренды автомобилей U-Haul предлагает арендовать кладовые для индивидуального хранения вещей.